# نوبه‌نودیو
نوبه‌نو برپایه اسطوره‌های مزدیسنا نام دیوی است. در بندهش آمده‌است که: «نوبه‌نو دیو آن‌است که نوبه‌نو از گناهی که آفریدگان کنند بر ایشان جهد.»